# Tapinoma simrothi

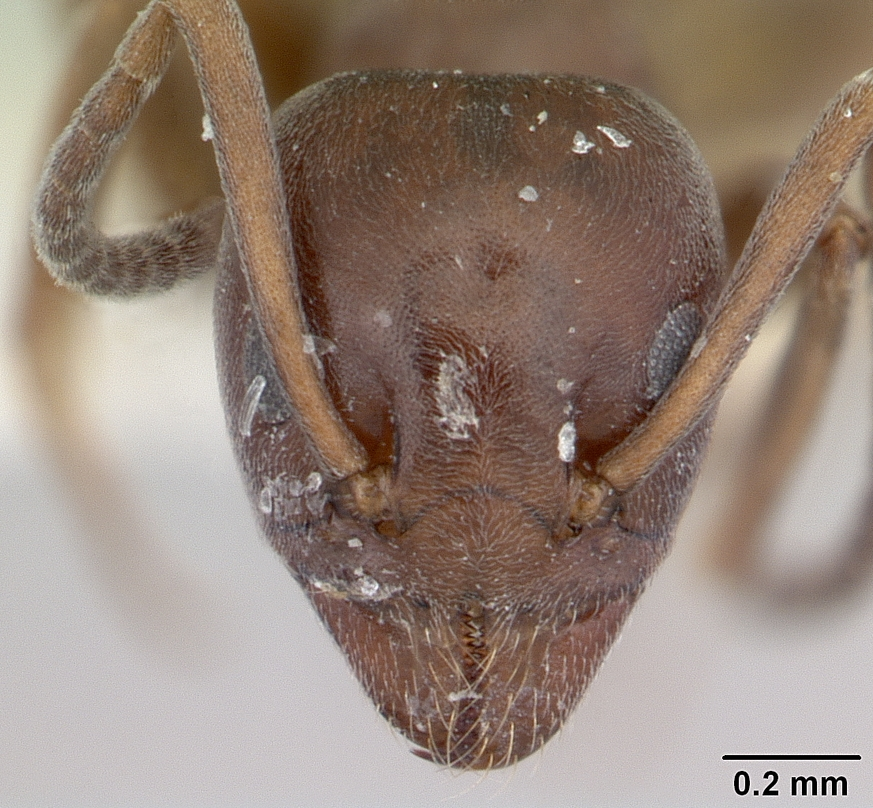
Муравей Tapinoma emeryi

Tapinoma simrothi (лат.) — вид муравьёв подсемейства долиходерины (Dolichoderinae). Евразия.

## Распространение
Западная Палеарктика. Страны Средиземноморья, Северной Африки и Аравийского полуострова. В том числе: Испания, Италия, Турция, Саудовская Аравия (Collingwood 1985), Кувейт, ОАЭ, Катар, Оман и Йемен.

## Описание
Мелкие земляные муравьи чёрно-коричневого цвета, длина около 3 мм (сходный вид Tapinoma melanocephalum меньше 2 мм и светлее, желтовато-коричневый). Заднегрудка округлая без проподеальных шипиков. Усики длинные (скапус выдаётся за затылочный край), у самок 12-члениковые. Нижнечелюстные щупики 6-члениковые, нижнегубные щупики состоят из 4 сегментов. Стебелёк между грудкой и брюшком состоит из одного сегмента (петиоль).
В Саудовской Аравии наблюдался, гнездящимся в разлагающейся траве, среди корней растений и посещающим мучнистых червецов, а также замечено, что этот вид сосуществует с муравьями Solenopsis saudiensis Sharaf and Aldawood 2011.

## Систематика
Вид впервые был описан в качестве вариетета (как субвидовая форма) в 1911 году немецким энтомологом Антоном Крауссе (Dr. Anton Hermann Krausse, 1878—1929) под первоначальным названием Tapinoma erraticum var. simrothi Krausse, 1911 по материалам рабочей касты с острова Сардиния (Италия). До видового статуса повышен в 1925 году вместе с описанием самок и самцов